# Carduelis notata
Carduelis notata е вид птица от семейство Чинкови (Fringillidae).

## Разпространение
Видът е разпространен в Белиз, Гватемала, Мексико, Никарагуа, Салвадор и Хондурас.